# Brianchon (Mondkrater)
Brianchon ist ein Einschlagkrater auf dem Mond.
Der Krater liegt am nordwestlichen Rand des Mondes und ist nur bei geeigneter Libration zu sehen. Der Kratermittelpunkt liegt zwar gerade noch auf der Mondvorderseite, aber die Fläche des großen Kraters gehört teilweise auch zur Mondrückseite, das heißt hat Längengrade jenseits der −90°. In östlicher Richtung trifft man auf Pascal, im Süden liegt Cremona, im Südwesten Lindblad.
Der Krater ist von mehreren späteren Einschlägen gezeichnet, der größte unter ihnen ist der Nebenkrater A auf dem nördlichen Kraterwall. Brianchon ist entsprechend alt, seine Entstehungszeit wird der pränektarischen Periode zugerechnet.
Brianchon hat drei Nebenkrater:
| Buchstabe | Position           | Durchmesser | Link |
| --------- | ------------------ | ----------- | ---- |
| A         | 76,81° N, 87,29° W | 49 km       |      |
| B         | 72,15° N, 89,18° W | 32 km       |      |
| T         | 75,28° N, 99,31° W | 29 km       |      |

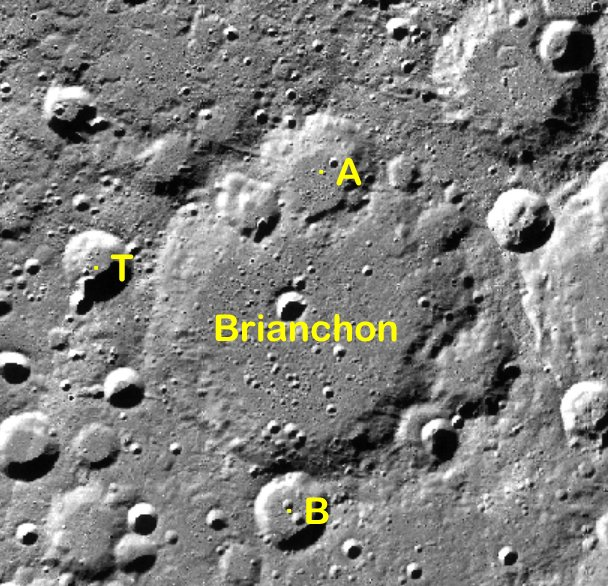
Brianchon mit seinen Nebenkratern, Pascal am rechten Bildrand, Poncelet C oben rechts

Der Krater wurde 1964 von der IAU offiziell nach dem französischen Mathematiker Charles Julien Brianchon benannt.